# Dynamind
| Оценки критиков    | Оценки критиков |
| Источник           | Оценка          |
| ------------------ | --------------- |
| Inferno            | [ 1 ]           |
| Metal Hammer (GER) | 3.5/7           |
| Metal.de           | 8/10            |
| Powermetal.de      | 8/10            |
| Rock Hard          | 6/10            |

Dynamind — десятый студийный альбом австрийской симфо-метал-группы Edenbridge, выпущенный 25 октября 2019 года на лейбле Steamhammer/SPV. Группа выпустила музыкальное видео на один из своих синглов «On The Other Side».

## Список композиций
Слова и музыка всех песен — Edenbridge.
| №                   | Название                 | Длительность |
| ------------------- | ------------------------ | ------------ |
| 1.                  | «The Memory Hunter»      | 5:02         |
| 2.                  | «Live and Let Go»        | 4:28         |
| 3.                  | «Where Oceans Collide»   | 4:07         |
| 4.                  | «On the Other Side»      | 4:48         |
| 5.                  | «All Our Yesterdays»     | 4:56         |
| 6.                  | «The Edge of Your World» | 5:52         |
| 7.                  | «Tauerngold»             | 5:36         |
| 8.                  | «What Dreams May Come»   | 5:58         |
| 9.                  | «The Last of His Kind»   | 12:15        |
| 10.                 | «Dynamind»               | 2:12         |
| Общая длительность: | Общая длительность:      | 55:06        |

## Участники записи
Edenbridge
- Сабина Эдельсбахер — вокал
- Арне «Ланвалль» Стокхаммер — соло- и ритм-гитары, клавишные, фортепиано, акустические гитары, мандолина
- Доминик Себастьян — соло- и ритм-гитары
- Йоханнес Юнгрейтмайер — ударные
- Стефан Гимпл — бас-гитара

Производство
- Арне «Ланвалль» Стокхаммер — продюсирование, музыка, вокальные мелодии, оркестровая аранжировка, оркестровая партитура, звукоинженер, запись ударных, сведение, запись оркестра
- Йоханнес Юнгрейтмайер — звукоинженер (ударные), обложка, художественное оформление
- Карл Грум — сведение
- Мика Юссила — мастеринг